# Asociación Patriótica Católica China
Asociación Patriótica Católica China (en chino simplificado: 中国天主教爱国会; en chino tradicional: 中國天主教愛國會; en pinyín: Zhōngguó Tiānzhǔjiào Àiguó Huì) es una organización creada con el apoyo de la Oficina de Asuntos Religiosos de la República Popular de China en 1957, con el objetivo de controlar las actividades de los católicos en China. Su nombre público es Iglesia Católica China.
A menudo es referida como la "iglesia oficial", en contraposición a la "iglesia subterránea" o "Iglesia clandestina" compuesta por el clero y los fieles que han mantenido la lealtad en secreto al Papa de Roma a pesar de las prohibiciones. En realidad el término "oficial" es incorrecto porque la Asociación Patriótica no ha recibido ninguna ayuda financiera del gobierno o de sus miembros, así como las asociaciones similares de otras religiones, son asalariados. Según datos oficiales, la Asociación, también conocida como la "Iglesia Patriótica", contaría con más de 4600 iglesias.
La Asociación Patriótica no controla las diócesis de Macao y de Hong Kong, ya que ambas tienen su sede en las regiones administrativas especiales de Macao y Hong Kong, donde la libertad religiosa es defendida por sus textos constitucionales y por tratados internacionales.
Desde septiembre de 2018, el cisma entre la iglesia oficial y la iglesia clandestina habría quedado superado por el acuerdo entre la Santa Sede y la República Popular China de reconocer a la Asociación Patriótica Católica China como la representación de la Iglesia Católica de Roma en China.

## Relaciones con la Iglesia católica

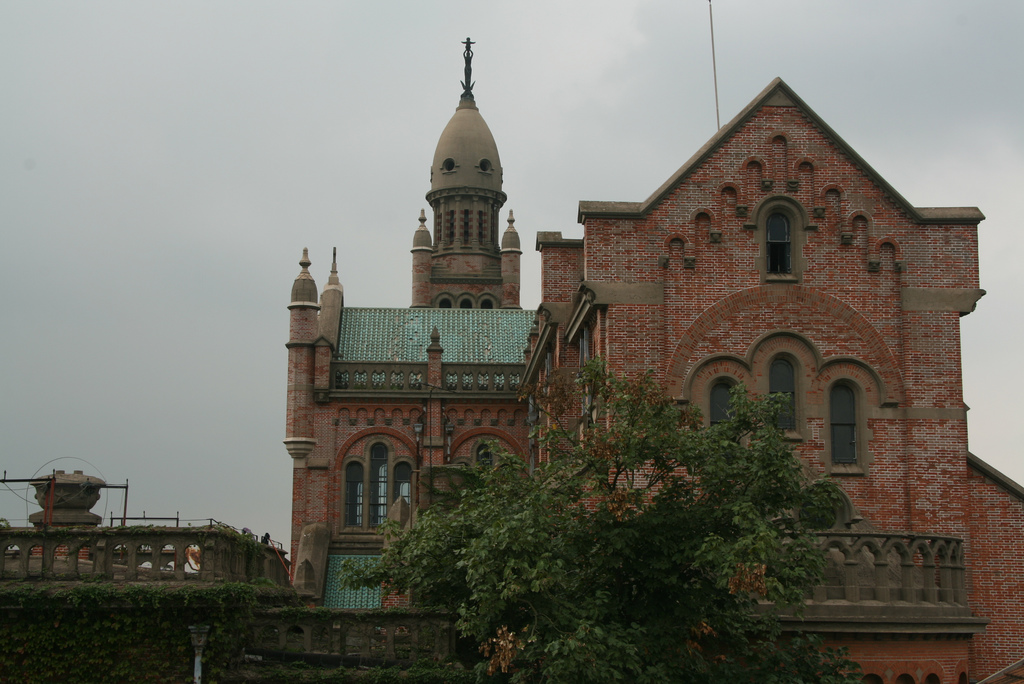
Basílica de She Shan, el principal santuario católico de China. Actualmente la basílica está controlada por el Gobierno Comunista a través de la Asociación Patriótica Católica China.

En el pasado, la Asociación Patriótica Católica China no tiene relaciones oficiales con la Iglesia católica. China y la Santa Sede no tienen relaciones diplomáticas desde 1951, cuando esta última reconoció a Taiwán.
La Asociación Patriótica no reconocía la autoridad del Papa, incluyendo su derecho a nombrar obispos, que consideraba como una interferencia extranjera en los asuntos internos de China. Por ello, elegían a sus obispos y sacerdotes. El Papa Pio XII en su encíclica Ad Apostolorum principis condenó esta práctica afirmando que los obispos que reciben o imponen la ordenación sin el consentimiento de la Santa Sede incurren en excomunión. No obstante, los obispos que elige la asociación suelen estar en sucesión apostólica y algunos buscaron en secreto conseguir el reconocimiento del Papa.
El Papa Benedicto XVI llegó a dirigir una carta a todos los fieles católicos en China en la que llamó al régimen comunista a respetar la libertad religiosa y define a la "Iglesia católica controlada" u "oficial" del país, como incompatible con la doctrina católica. Si bien, también afirmó varias veces que la "Iglesia clandestina" y la "Iglesia oficial" (esta última controlada por la Asociación Patriótica) son, en el fondo, miembros de la única Iglesia católica, pero que no se pueden unir por razones y circunstancias externas. Benedicto XVI también declaró que los católicos que participan en las actividades organizadas por la Asociación Patriótica no son cismáticos y que los sacramentos administrados son válidos. Es de notar que la "Iglesia oficial" no es sinónimo de Asociación Patriótica, que es sólo un organismo estatal que limita la libertad religiosa de la Iglesia católica en China.

### Tras el acuerdo de 2018
El acuerdo provisional entre la Santa Sede y la República Popular de China sobre el nombramiento de los obispos es un acuerdo provisorio firmado en Pekín el 22 de septiembre de 2018 por Antoine Camilleri, subsecretario de la Santa Sede para las relaciones con los Estados, y Wang Chao, viceministro de Asuntos Exteriores de China. Se trata de un acuerdo que ha sido calificado como «histórico» y como un paso para el restablecimiento pleno de las relaciones diplomáticas entre China y la Santa Sede, rotas desde 1951. Mediante dicho acuerdo, cuyo contenido no fue publicado, el papa reconocería a los obispos nombrados por el gobierno chino, y a su vez éste reconocería al papa como único líder de la Iglesia católica.
Ese mismo día el papa Francisco readmitió a la plena comunión eclesial a ocho obispos de la Asociación Patriótica Católica China, que habían recibido la ordenación episcopal sin mandato del papa, y creó la diócesis de Chengdé en la China continental.
Ya en septiembre de 2019 todos los obispos católicos de China estaban en plena comunión con el papa, fecha en la que fue consagrado el primer obispo fruto de este acuerdo, Antonio Yao Shun, a cargo de la diócesis de Jining.
El 22 de octubre de 2020 el acuerdo fue prorrogado, y nuevamente en 2022.